# Dolenjci
Dolenjci je naselje u slovenskoj Općini Črnomelju. Dolenjci se nalazi u pokrajini Dolenjskoj i statističkoj regiji Jugoistočnoj Sloveniji. 

## Stanovništvo
Prema popisu stanovništva iz 2002. godine naselje je imalo 83 stanovnika.